# Vampata di calore
Le vampate di calore (conosciute anche come vampe, caldane o sudori notturni se si presentano la notte) sono la manifestazione più tipica della menopausa dovuta al cambiamento dei livelli ormonali.

## Epidemiologia
Le vampate di calore si mostrano in circa il 75% delle donne in post-menopausa mentre diminuiscono sino al 40% nel caso delle donne in perimenopausa. Il periodo di comparsa della manifestazione comprende circa 1-2 anni precedenti l'ultimo periodo mestruale arrivando sino a 5 anni successivi.

## Manifestazioni
Le vampate di calore vengono solitamente percepite come una sensazione di forte calore con sudorazione e aumento dei battiti cardiaci e durano in genere 3 minuti (anche se si sono riscontrati casi di episodi che sono durati un'ora). La sensazione di calore comincia dal volto o da volto e petto, sebbene possa apparire anche altrove, come alla nuca, per poi diffondersi in tutto il corpo. Tutte le parti interessate mostrano arrossamento e, al termine della sensazione di calore, la persona suda o viene colpita da improvvisi tremiti di freddo.
Alcune donne possono perdere i sensi se gli effetti sono sufficientemente forti. Inoltre, pur essendo una sensazione interiore, la pelle, specialmente sul volto, diventa calda al tatto. Da qui, il termine vampata di calore, che indica il visibile rossore del volto che spesso accompagna tale avvenimento. Eccessive vampate di calore possono causare rosacea.
Le vampate di calore possono presentarsi poche volte a settimana o costantemente durante il giorno e diminuire con il passare del tempo. Possono apparire già alcuni anni prima che la menopausa sia effettivamente cominciata e durare per alcuni anni a seguire. Alcune donne non soffrono di vampate di calore durante la menopausa, altre hanno vampate leggere o infrequenti. Nei casi peggiori si verificano dozzine di vampate di calore ogni giorno. 
Inoltre, le vampate di calore sono più frequenti ed intense durante le stagioni calde o se ci si trova in ambienti surriscaldati: sembra infatti che il calore condizioni frequenza, durata e intensità, peggiorando con alte temperature.
Per quanto riguarda i disturbi del sonno correlati, diversi studi hanno espresso pareri constrastanti a tal proposito. Le vampate potrebbe influenzare l'umore, la capacità di concentrazione, nonché causare altri disturbi fisici. Quando le vampate di calore si presentano di notte, vengono chiamate “sudori notturni”. Poiché il livello di estrogeno è solitamente più basso, alcune donne soffrono di sudori notturni senza però provare vampate di calore durante il giorno.
Disturbano il naturale compiersi delle attività giornaliere e si manifestano maggiormente di notte e sotto stress.
Donne in età giovane che sono mestruate o prossime al ciclo mestruale (il periodo premestruale dura circa una settimana) potrebbero soffrire di vampate di calore e/o di freddo. Questi episodi non hanno in genere lunga durata: si manifestano con l'alternarsi di sensazione di caldo e di freddo e durano circa un minuto. Tali vampate di caldo e freddo in donne giovani si manifestano solo nel periodo mestruale o premestruale, quando cioè l'estrogeno è più basso. Se invece appaiono in momenti diversi dal ciclo mestruale, questo potrebbe essere sintomo di disturbi all'ipofisi e sarebbe perciò altamente consigliato di consultare un medico. 
Donne giovani in menopausa chirurgica soffrono di vampate di calore più intense di quelle delle donne di maggiore età e potrebbero protrarsi fino all'età naturale della menopausa.
Portano alla stanchezza fisica, abbassamento di pressione e piastrine, il superamento dei valori sopracitati possono indurre alla morte .

## Patogenesi
Per quanto riguarda la patogenesi, essa non è chiara; l'ipotesi più accreditata riferisce di un'alterazione della funzione termoregolatoria centrale:

## Eziologia
Diverse sono le cause che comportano le vampate di calore: dalla riduzione dei livelli estrogenici a farmaci quali nifedipina, calcitonina o disulfiram, o condizioni particolari come tireotossicosi. 

## Trattamenti

### La Terapia ormonale sostitutiva
La terapia ormonale sostitutiva (HRT) è un trattamento che consiste in farmaci contenenti uno o più estrogeni, generalmente combinati con progesterone. Veniva comunemente usata contro le vampate di calore fino alla pubblicazione di due vasti studi nazionali che hanno dimostrato che l'HRT incrementa notevolmente il rischio di infarto cardiaco, coaguli sanguigni, ictus e cancro al seno. Dalla pubblicazione di questi studi è altamente consigliato che le donne assumano il minor dosaggio possibile e per il solo tempo necessario. 
La Food and Drug Administration degli USA (FDA) ha raccomandato che le donne che sperimentavano solo le fastidiose vampate di calore scegliessero come primo stadio di trattamento cure alternative all'HRT.

### Altri farmaci
Gli alfa2-agonisti come la clonidina portano sollievo o riescono a neutralizzare le vampate.

### Alimentazione
Esistono alcuni alimenti che possono avere effetti positivi contro le vampate di calore: alimenti ricchi di fitoestrogeni come i legumi, il sedano, i semi di lino e il loro olio. Sembra che i cibi ricchi in vitamina C e bioflavonoidi, insieme alla vitamina E, diminuiscano le vampate. Inoltre, si consiglia di evitare caffeina, bevande calde, cioccolato, cibi piccanti o speziati e alcool.
Si possono anche utilizzare la soia o i suoi derivati (isoflavoni) che danno un grande aiuto nel contenere la sintomatologia legata alla menopausa. Esistono in commercio prodotti che abbinano la soia ad erbe ad alto contenuto di fitoestrogeni naturali, tra cui la Cimicifuga racemosa, il Trifoglio rosso, l'Agnocasto e l'Angelica sinensis.

## Altro
Si ritiene che le vampate di calore siano meno frequenti fra le donne asiatiche grazie alla loro dieta ricca di soia.
Le vampate di calore negli uomini potrebbero essere un sintomo di basso testosterone. Uomini che hanno subito la castrazione possono soffrire di vampate di calore. In uomini con cancro alla prostata a cui viene somministrata una cura ormonale a base di antiandrogeni, detti anche androgeni antagonisti e che riducono il testosterone ai livelli della castrazione, le vampate di calore sono l'effetto collaterale più riscontrato.